# Synaulia
Synaulia é uma equipe de pesquisadores de arqueologia aplicada à música e à dança.

## História do grupo

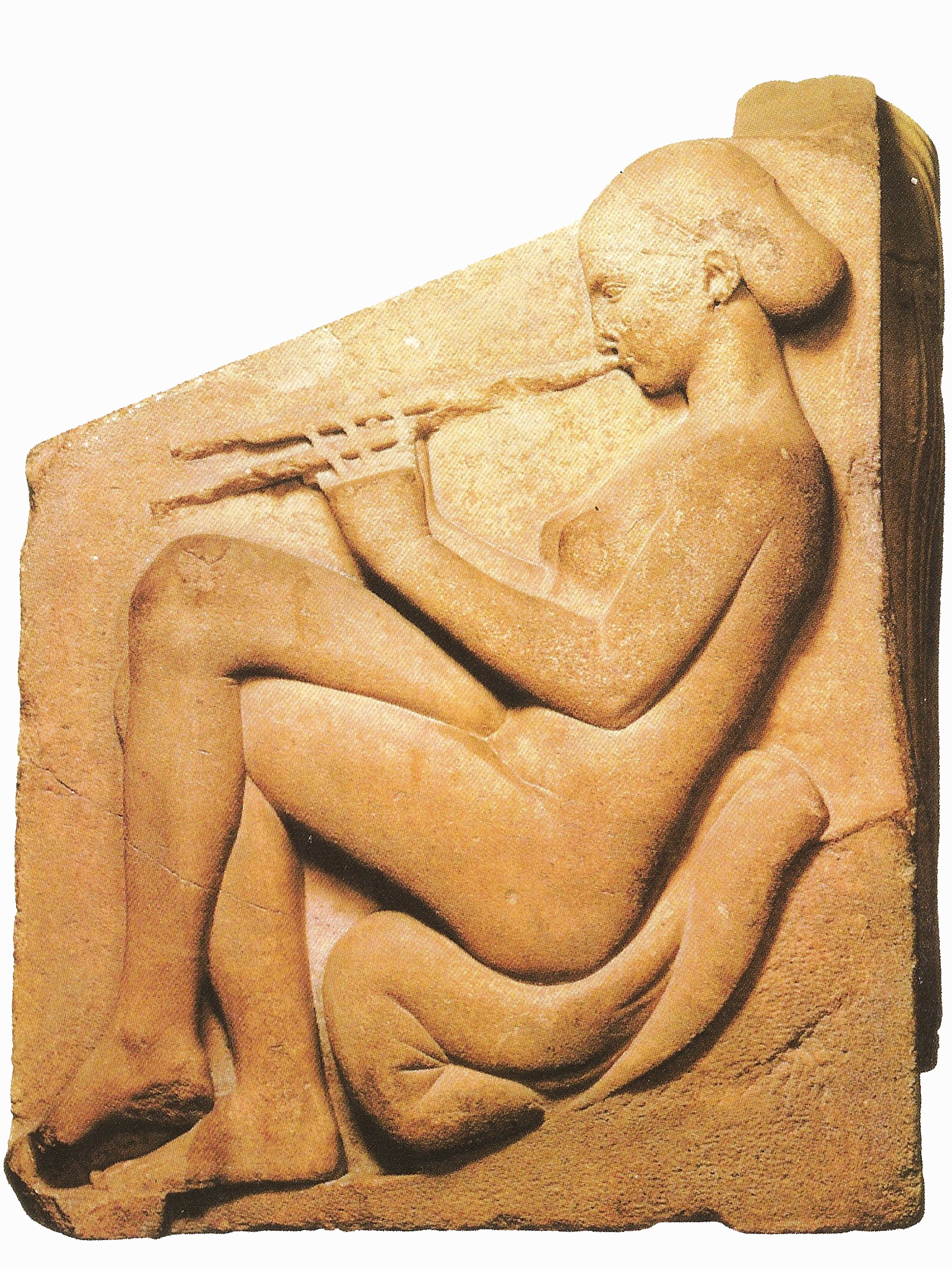
Detalhe do Trono Ludovisi: Menina que toca o aulo ou seja a flauta dupla. século VI a.C., Roma, Museo Nazionale Romano

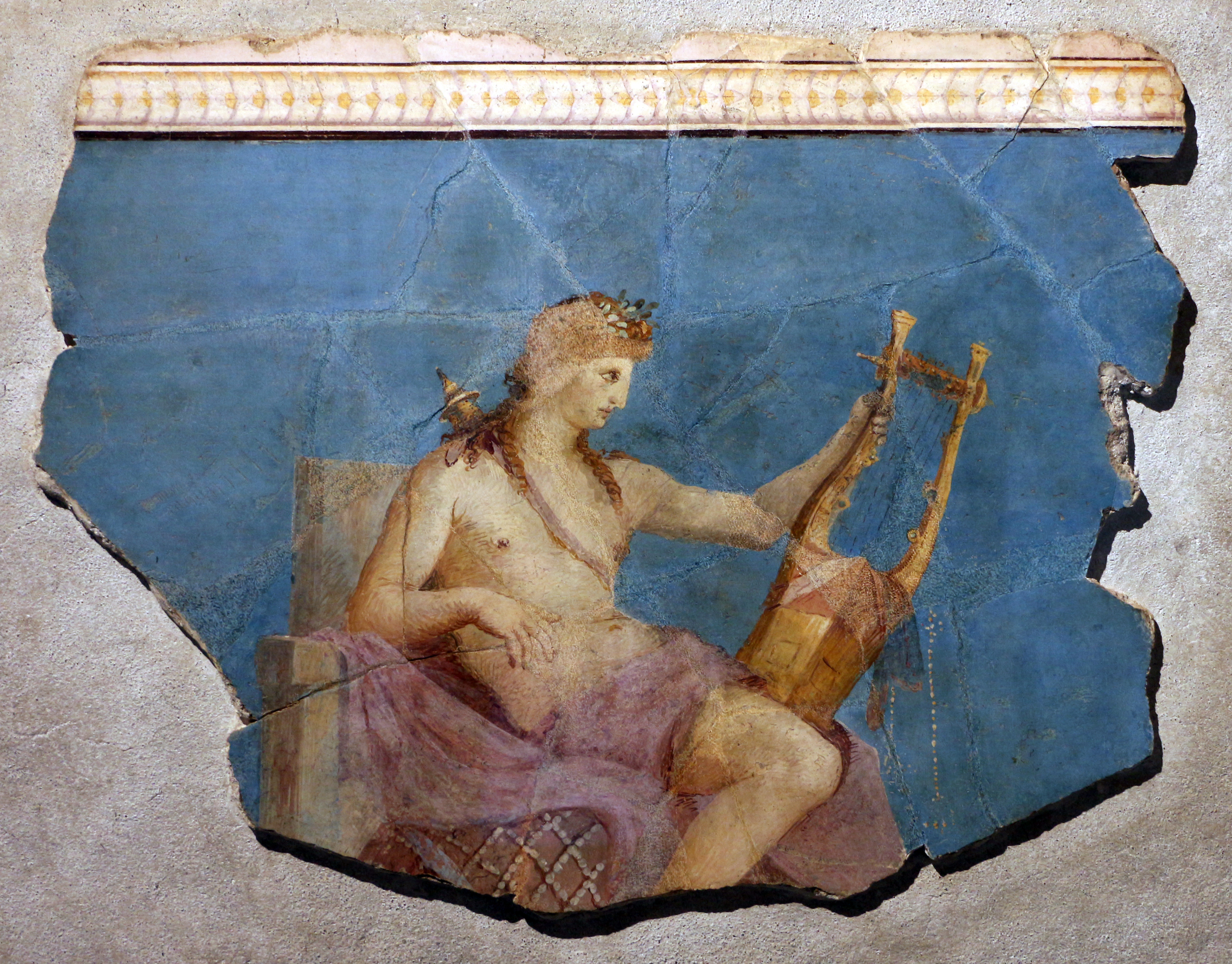
Apolo citaredo. Afresco romano da Idade Augustana. Escadas de Caco no Palatino, Roma

O nome do grupo deriva de um termo de origem grega Synaulia, que na antiga Roma indicava uma formação instrumental composta essencialmente por instrumentos de sopro.
O grupo foi criado em 1995 na Holanda na cidade de Leida pelo paleorganólogo (paleorganologia é a disciplina que estuda as origens dos instrumentos musicais) italiano Walter Maioli e pela coreógrafa e antropóloga Natalie Van Ravenstein em ocasião de uma série de atividades promovidas pelo museu local.
Inicialmente o trabalho do grupo tinha como objetivo a reconstrução dos instrumentos musicais antigos para fins didáticos para o parque arqueológico holandês Archeon.
Em seguida a atividade foi alargada ao estudo e à apresentação da música e das danças da antiguidade itálica, com um aprofundamento especial na época de Roma Imperial.
Os resultados dessa pesquisa confluíram em uma série de produções musicais em parte destinadas ou utilizadas em filmes, documentários e séries para a televisão sobre a época de Roma Antiga, entre os quais Gladiador, de Ridley Scott, e o filme para a televisão Rome; na realização de um instrumentário para uso didático e expositivo (226 réplicas de instrumentos) e também na publicação de ensaios e matérias sobre o assunto.
Walter Maioli e a equipe de pesquisa Synaulia são atualmente pesquisadores e artistas vinculados ao Vesuvian National Institute for Archaeology and the Humanities em Castellammare de Stabia, (NA), Itália.

## A pesquisa arquelógico-musical
Como em época antiga não existiam alguns tipo de notação musical que permitisse uma reprodução cuidadosa, o trabalho para recriar e estudar a expressão musical antiga se baseia no estudo comparado da  iconografia, na análise dos textos e na história social e do costume, envolvendo disciplinas como a paleorganologia, a etnomusicologia, a arqueologia e a historiografia.
Em relação ao estudo dos instrumentos musicais antigos, a existência de achados arqueológicos, a riqueza da documentação iconográfica, a abundância de tratados teóricos e testemunhas literárias tem facilitado a reprodução de um amplo número de instrumentos, determinando as possibilidades melódicas e harmônicas e a qualidade acústica e as combinações dos diversos instrumentos.
Isto tem consentido a definição de uma hipótese sobre as várias “atmosferas” que era possível criar. O trabalho do grupo Synaulia foi subdividido em três ramos de pesquisa principais.

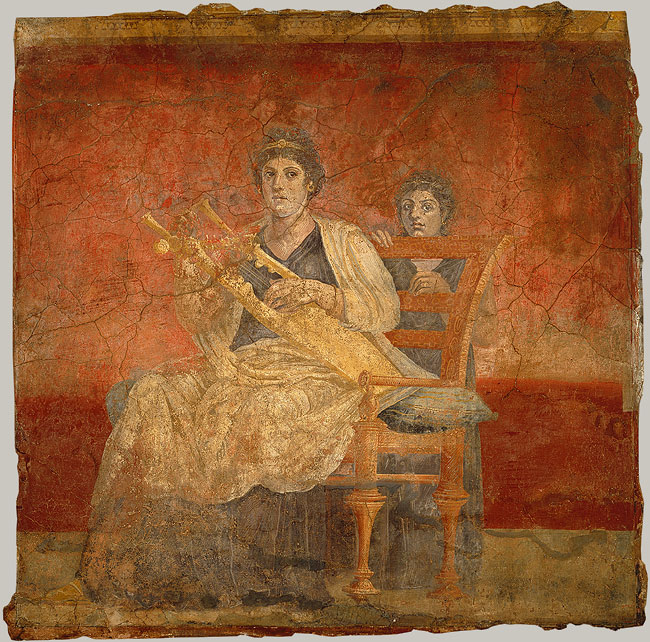
Afresco de mulher que toca a cítara. Quarto H da Villa de P. Fannius Synistor a Boscoreale, ca. 40–

O primeiro ramo foi dedicado aos instrumentos de sopro e à reconstrução deles. A pesquisa permitiu reconstruir instrumentos como: syrinx, fistulae, tibiae, cornu, tuba, bucina, iynx, rhombus.
O segundo ramo de pesquisa foi dedicado aos instrumentos de cordas, entre os quais foram reproduzidos: lira, cítara, sambuca, corda obliqua e pandura.
Os gregos e os romanos não inventaram instrumentos de cordas, mas aperfeiçoaram e criaram variantes daqueles já existentes. Os mais antigos instrumentos de corda documentados são: citaras, liras e harpas, foram encontrados na área compreendida entre o Nilo e a Mesopotâmia, originários do ano 3 000 a.C.. Em particular a lira tinha um papel especial no mundo greco-romano.
A lira era um instrumento muito simbólico, construída tendo como base uma carapaça de tartaruga (que representava a vida  intermédia entre o céu e a terra), uma pele tensionada (símbolo de sacrifício) e dois chifres, onde eram fixadas as cordas (que representavam o Touro Celeste), essa portanto representava um altar simbólico que ligava o Céu e a Terra.
Nas imagens iconográficas os instrumentos de cordas comparecem frequentemente junto com outros instrumentos musicais. A combinação mais comum é de lira cítara junto com a flauta de Pan (sírinx). Outras combinações frequentemente representadas são aquelas com instrumentos de cordas junto às tibiae, ou seja, dois instrumentos de palheta e  flautas duplas com o tímpano e outros instrumentos de percussão.
O terceiro ramo é dedicado aos instrumentos de percussão, entre os quais foram reconstruídos os tímpanos, címbalo, crótalo, escabelo, sistro, raso e alguns instrumentos particularmente elaborados da época tardo-imperial, a suposta “Idade do Ouro” (aurea aetas).

## Colaborações científicas
Colaboraram ao projeto Synaulia entre os outros:
Nathalie van Ravenstein, Luce Maioli, Ivan Gibellini, Anna Maria Liberati (Museo della Civiltà Romana, Maurizio Pellegrini (Museo Etrusco di Villa Giulia, Roma) Romolo Staccioli e Maria Grazia Iodice (Università La Sapienza, Roma), Paola Elisabetta Simeoni (Museo Nazionale delle Arti e Tradizioni Popolari), Maria Grazia Siliato, Marcus Junkelmann Ratzennhofen (Alemanha), Carlo Merlo (Clesis, Roma), Magdi Kenawy (Accademia d’Egitto, Roma), Werner Hilgers (Rheinisches Landesmuseum, Bonn Alemanha), il H.P. Kuhnen (Rheinisches Landesmuseum, Trier Alemanha), Maria Paola Guidobaldi (Sovrintendenza di Pompei), Febo Guizzi (Milão), Gerard Ijzereef (Amsterdam) e Fabrizio Felice Ridolfi (Roma).

## Discografia
- Synaulia, La musica dell’antica Roma, Vol. I – Os instrumentos de sopro - Amiata Records, Arnr 1396, Firenze, 1996[4]
- Synaulia, La musica dell’antica Roma, Vol. II – Os instrumentos de corda – Amiata Records, Arnr 0302, Roma, 2003[5]

## Filmografia

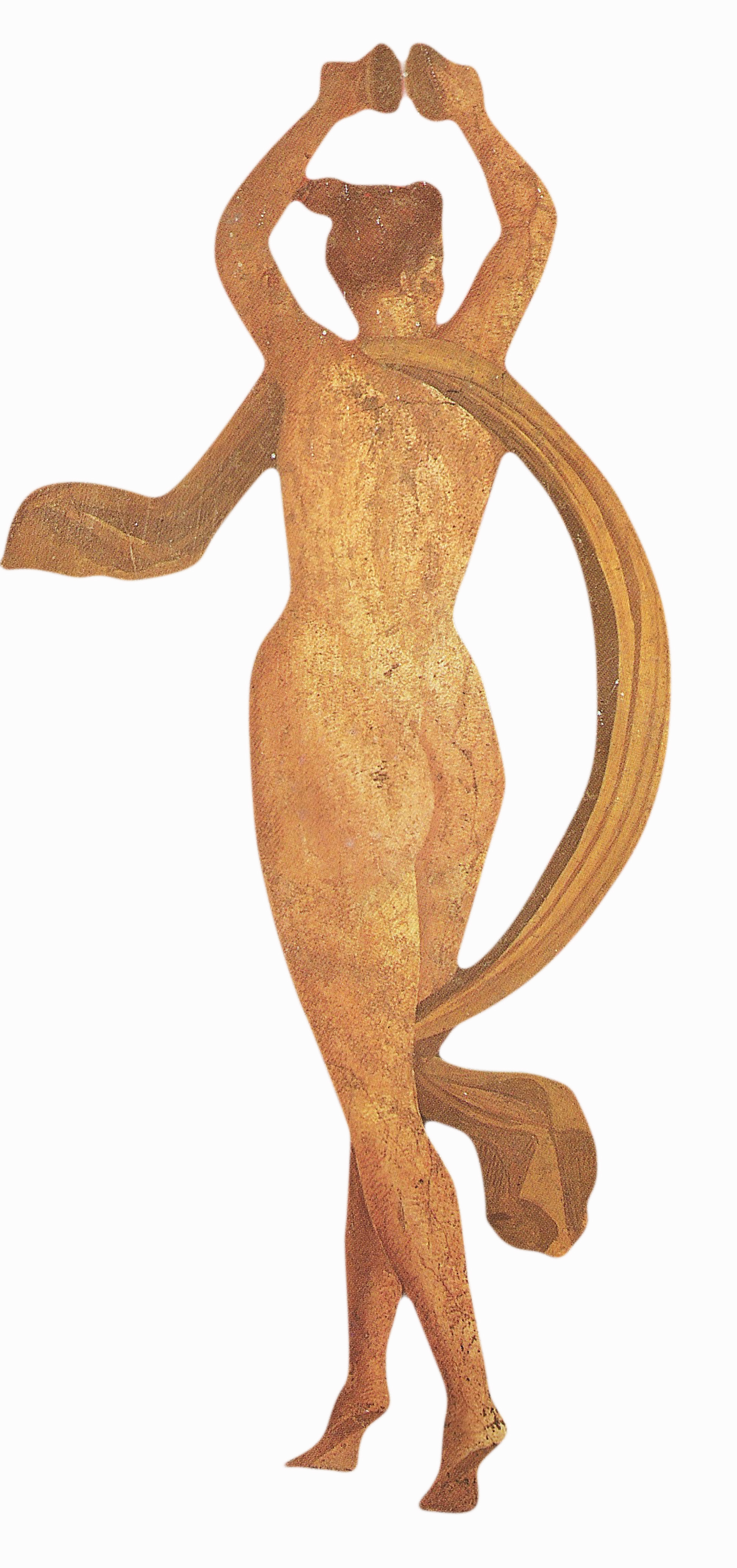
Dançarina que toca címbalos. Detalhe de um afresco na Villa dos Mistérios, ca. em Pompeia

Trechos de Synaulia, música da antiga Roma vol. I e vol. II foram integrados nas trilhas sonoras de documentários e filmes, entre os quais:
- Sonho de uma noite de verão de Micheal Hoffman, 1999
- Gladiador de Ridley Scott, 2000
- Carvilius - Um enigma de Roma Antiga, Discovery Channel, 2002
- The Village de Night Shyamalan, 2004
- Lo sport tra Grecia ed Etruria, 2004
- Empire, série TV produzida por Touchstone Television/Abc, 2005
- Rome, série TV produzida pela BBC-HBO, 2005-2007
- Alexander the Great, Beyond the Movie , National Geographic, 2006
- Storia del teatro Italiano - curadoria de Giorgio Albertazzi e Dario Fo, Rai 2, Rai Trade, 2006
- La donna si fa bella, moda, costume e beleza na Itália antiga, 2006
- Nativity, New Line Cinema, 2006
- Demetra e il Mito, de Maurizio Pellegrini e Ebe Giovannini, 2007
- La Via Clodia, de Ebe Giovannini, 2007
- Storia del vino nell’età antica, Ministero per i beni e le attività culturali, Soprintendenza per i Beni Archeologici dell’Etruria Meridionale, 2008